# Lovely One
Lovely One – singel The Jacksons z albumu Triumph. Utwór został napisany przez Michaela Jacksona i jego brata Randy’ego.
Utwór był wykonywany na żywo podczas pierwszej solowej trasy Michaela Jacksona, Bad World Tour.

## Lista utworów
1. Lovely One
2. Bless His Soul

## Notowania
| Lista (1980)                      | Najwyższa pozycja |
| --------------------------------- | ----------------- |
| Billboard Hot 100                 | 12                |
| Billboard Hot R&B/Hip-Hop Singles | 2                 |
| UK Singles Chart                  | 29                |